# Daniel Dilkow
Daniel Dilkow (bulgarisch Даниел Дилков; * 25. Mai 1998 in Sofia) ist ein bulgarischer Eishockeyspieler, der seit 2022 beim SK Irbis-Skate in der bulgarischen Eishockeyliga spielt. 

## Karriere
Daniel Dilkow begann seine Karriere als Eishockeyspieler in der Nachwuchsabteilung des HK ZSKA Sofia in seiner Heimatstadt, bei dem er in bulgarischen Juniorenligen spielte. Von 2014 bis 2019 spielte er in der Slowakei, wo er unter anderem auch für die Gladiators Trenčín in der Hochschulliga „European University Hockey League“ und MsHKM Žilina in der höchsten slowakischen U20-Liga spielte. Nachdem er die Spielzeit 2019/20 beim UK Hockey Prag in der tschechischen Hochschulliga „Univerzitní liga ledního hokeje“ aktiv gewesen war, kehrte er nach Sofia zu ZSKA zurück, wo er in der bulgarischen Eishockeyliga auf dem Eis stand. Seit 2022 spielt er für den Ligakonkurrenten SK Irbis-Skate, mit dem er 2023 bulgarischer Meister wurde.

### International
Im Juniorenbereich spielte Dilkow für Bulgarien bei den U18-Weltmeisterschaften 2014, 2015 und 2016 sowie den U20-Weltmeisterschaften 2016, 2017 und 2018, als er gemeinsam mit dem Chinesen Rudi Ying zweitbester Torschütze nach dem Israeli Mark Revniaga war und zum besten Spieler seiner Mannschaft gewählt wurde, jeweils in der Division III.
Mit der bulgarischen Herren-Nationalmannschaft nahm Dilkow erstmals an der Weltmeisterschaft der Division II 2015 teil. Nach dem Abstieg der Bulgaren 2016, an dem Dilkow nicht beteiligt war, spielte er bei den Weltmeisterschaften 2017, 2018 und 2019, als der Wiederaufstieg in die Division II gelang, in der Division III. Bei der Weltmeisterschaft 2023 stand er dann wieder in der Division II auf dem Eis. Zudem vertrat er seine Farben bei den Olympiaqualifikationen für die Winterspiele in Peking 2022 und in Mailand 2026.

## Erfolge und Auszeichnungen
- 2019 Aufstieg in die Division II, Gruppe B, bei der Weltmeisterschaft der Division III
- 2023 Bulgarischer Meister mit dem SK Irbis-Skate